# Músculo bíceps femoral
El músculo bíceps femoral (o bíceps crural) es un músculo de la zona externa en la región posteroexterna del muslo. Forma parte del compartimento posterior compuesto por tres músculos denominados, músculos isquiosurales,: 1) bíceps femoral, 2) semitendinoso, 3) semimembranoso. Excepto la porción o cabeza corta del bíceps, los isquiotibiales cruzan las articulaciones de la cadera y la rodilla. El músculo bíceps femoral es el límite superolateral de la fosa poplítea.

## Trayecto[1]
Como su nombre indica, resulta de la fusión –por abajo– de dos cuerpos musculares diferenciados:
- Porción o cabeza larga o isquiática: Se originan en la tuberosidad isquiática del isquion junto el semitendinoso en el llamado tendón conjunto.
- Porción o cabeza corta o femoral: Se originan en el tercio inferior del intersticio, del labio lateral de la línea áspera del fémur.

En su recorrido, el vientre muscular de la cabeza larga cruza la porción posterior del muslo de forma oblicua, de medial a lateral, y se une a la cabeza corta a nivel distal. Juntas, las fibras de las dos cabezas forman un tendón, que es palpable en la cara lateral de la porción distal del muslo.
Ambos cuerpos musculares terminan en un tendón común que se fija en:
1. En el proceso estiloides del peroné.
2. Tuberosidad externa de la tibia.
3. Aponeurosis tibial.

La parte principal del tendón se inserta en la superficie lateral de la cabeza del peroné, las extensiones del tendón se fusionan con el ligamento colateral peroneo y con ligamentos asociados a la cara lateral de la articulación de la rodilla. En la inserción el borde superior corresponde a la cabeza, en sí del peroné y además puede contener expansiones tendinosas al cóndilo lateral de la tibia.

## Acciones
Su función es doble:
1. Flexor de la pierna sobre el muslo, a la vez que rota a aquella hacia fuera –acción principal–.
2. La porción larga extiende el muslo sobre la pelvis. Además rota la cadera en sentido lateral.

## Inervación[1]
Pertenece al sistema neuromuscular del nervio ciático mayor. La cabeza o porción larga esta inervada por la división tibial del nervio ciático y la cabeza corta lo está por la división peronea del mismo nervio.

## Irrigación[1]
Se irriga a través de la arteria glútea inferior en la porción proximal. La porción inferior lo hace a través de la arteria poplítea. En su recorrido puede estar irrigado por las ramas perforantes de la arteria femoral profunda.